# 1290年直隸地震
1290年直隸地震，发生于1290年（元至元二十七年）9月27日，震中位于元代直隸武平路（今内蒙古宁城县）。此次面波震級估计为6.8Ms，此次地震的麦加利地震烈度为IX。據《元史·赵孟頫传》記載，约10万人遇难。

## 破坏
地震摧毁了宁城480个仓库及数不清的房屋。昌平、河间、雄县、任丘、保定、献县和霸县也受到了影响。地震严重破坏了义县奉国寺。